# 皮特姆
皮特姆（荷蘭語：Pittem，荷蘭語發音：[ˈpɪtɛm]）是比利时弗拉芒大區西佛兰德省蒂爾特區的一个市镇，通行荷蘭語，是弗拉芒社群的一部分，面积34.69平方千米，人口6,752人（2018年1月1日）。该地是清朝康熙年间来华传教士南怀仁的家乡。